# Ratpenat d'esquena nua petit
El ratpenat d'esquena nua petit (Dobsonia minor) és una espècie de ratpenat que es troba a Indonèsia i Papua Nova Guinea.